# Richard Witting
Richard Witting, eigentlich Richard Witkowski, (* 19. Oktober 1856 in Berlin; † 22. Dezember 1923 in Berlin) war ein deutscher Jurist, Verwaltungsbeamter, Bankdirektor und Politiker. Er war der Bruder des Journalisten Maximilian Harden und Schwiegervater des Pazifisten Hans Paasche. Von 1891 bis 1902 war er Oberbürgermeister der Stadt Posen und Mitglied des Preußischen Herrenhauses, von 1902 bis 1910 Direktor der Nationalbank für Deutschland, anschließend Vorsitzender des Aufsichtsrats, 1907/1908 Mitglied des preußischen Abgeordnetenhauses. Er gilt als „graue Eminenz“ des späten Kaiserreichs und einer der Väter der Weimarer Verfassung, deren erste Entwürfe er gemeinsam mit Hugo Preuß ausarbeitete. Nach Ende des Ersten Weltkriegs postulierte er in der Zeitschrift Die Weltbühne die Alleinschuld Deutschlands am Kriegsausbruch.

## Jugend und politische Karriere
Richard Witting war das siebte von neun Kindern des jüdischen Seidenwarenhändlers Arnold Witkowski und dessen Frau Ernestine. Die Familie zog 1853 von Posen nach Berlin, wo Witting 1876 am Französischen Gymnasium sein Abitur machte. Zu diesem Zeitpunkt trat er zum evangelischen Bekenntnis über und änderte, wie die meisten seiner Familienmitglieder, seinen Familiennamen in Witting. Sein jüngerer Bruder Felix, der spätere Herausgeber der Zukunft, nannte sich Maximilian Harden.
Nach dem Studium der Rechts- und Verwaltungswissenschaften an der Georg-August-Universität Göttingen, wo er Mitglied der Burschenschaft Hannovera wurde, und an der Universität Berlin trat Witting in den preußischen Staatsdienst ein. 1879 wurde er zum Referendar ernannt, 1884 zum Gerichtsassessor. Von 1886 an arbeitete er als Magistratsassessor in der Berliner Kommunalverwaltung, von Juni 1889 bis Juni 1891 als Stadtrat in Danzig. Große Verdienste erwarb er sich als Oberbürgermeister von Posen, wo er von 1891 bis 1902 wirkte. Nach Ansicht des Biografen Arthur Kronthal hat er dabei das „Wunderwerk“ vollbracht, „in wenig mehr als einem Jahrzehnt aus dem armseligen, abseits von aller Kultur gelegenen stillen Ort ein modernes Gemeinwesen mit stark entwickeltem Geschäftsverkehr, blühender Industrie und dem Sitz vieler hoher Verwaltungskörper zu machen“. Trotz dieser Erfolge, die ihn auch zu einem Berater Kaiser Wilhelms II. machten, war er nicht bereit, das Amt des Präsidenten der Ansiedlungskommission für Westpreußen und Posen zu übernehmen. Eine entsprechende Politik hielt er, wie er der Reichsregierung erklärte, zwar nicht für grundlegend verkehrt, meinte jedoch, es müsste mehr getan werden, um die Polnisch sprechende Bevölkerung an Deutschland zu binden. 1902 schied er aus dem Kommunaldienst aus; die Stadt Posen verlieh ihm ihre Ehrenbürgerwürde und benannte eine Straße nach ihm. Darüber hinaus wurde ihm von Kaiser Wilhelm II. der Ehrentitel Geheimer Regierungsrat verliehen. Er übernahm in Berlin die Leitung der Nationalbank für Deutschland. Dabei beschränkte er sich jedoch nicht ausschließlich auf diese Tätigkeit; im November 1907 ließ er sich in das preußische Abgeordnetenhaus wählen, dem er jedoch nur bis April 1908 angehörte.
In den folgenden Jahren fiel sein Name häufig, wenn ein Ministerposten zu vergeben war. „Es blieb jedoch immer beim bloßen Gerücht“, schreibt Kronthal, „obwohl kein zweiter so wie er für eine leitende politische Stellung im Staat oder Reich geeignet war.“ 1910 wurde Witting Aufsichtsratsvorsitzender der Nationalbank für Deutschland und bereitete in dieser Funktion auch die 1922 erfolgte Fusion mit der Darmstädter Bank zur Darmstädter und Nationalbank (Danat-Bank) vor. Nach Ansicht des Journalisten Felix Pinner war Wittings Wechsel in den Aufsichtsrat jedoch eher ein Zeichen von Misserfolg: „Richard Witting, der ein sehr tüchtiger Verwaltungsbeamter und Oberbürgermeister gewesen war, konnte sich im Bankgeschäft nicht recht durchsetzen und schwenkte bald in den Aufsichtsrat ab.“

## Friedensbemühungen im Ersten Weltkrieg
Als Leiter des Berliner Roten Kreuzes sprach Witting im Oktober 1914 in einem Interview mit der Washington Post von einem „Vernichtungskrieg“ (War of Annihilation) zwischen Deutschland und Großbritannien. In dem Interview kündigte er einen Kampf „bis zum letzten Deutschen“ an und brachte seinen Hass gegen die Briten zum Ausdruck, die er als Nation von Scheinheiligen und Kriminellen bezeichnete. Fünf Tage nach Erscheinen des Interviews, am 5. November 1914, fiel einer seiner Söhne an der Westfront.
Trotz dieser nationalistischen und chauvinistischen Äußerungen schwenkte Witting bald ins Lager der Friedensvertreter um. Der Gesinnungswandel soll dadurch verursacht worden sein, dass er Kenntnisse über die wahre Lage an den Fronten und die eigentlichen Gründe für den Kriegsausbruch erhielt. Witting kam zu der Überzeugung, dass „der in aberwitziger Verblendung fahrlässig begonnene Krieg schon mit seinen ersten Schlägen – dem Einbruch in das neutrale Belgien sowie den Ultimaten und Kriegserklärungen an Russland und Frankreich – die ganze Erde gegen uns erbittert hat und niemals zu gewinnen sei“. Während des Kriegs wandte er sich von den Nationalliberalen ab, deren rechtem Flügel er angehört hatte, und suchte die Nähe zu linksstehenden Parteien, die für den Frieden eintraten. Die radikalpazifistischen Positionen seines Schwiegersohns Hans Paasche, der 1920 von Freikorpsleuten ermordet wurde, tat er jedoch als Schwärmerei ab.
Im weiteren Verlauf des Kriegs setzte er auf ein schnelles Ende der Kämpfe und eine Verständigung mit Frankreich. Dies soll zu einer Entfremdung vom Kaiser geführt haben. Ebenfalls war er in die Affäre des Fürsten Karl Max von Lichnowsky verwickelt, indem er ein Memorandum des früheren deutschen Botschafters in London an den Hauptmann Hans Georg von Beerfelde weitergab, der es unter der Hand vervielfältigte und verbreitete. In Wittings Haus im Berliner Tiergartenviertel bildete sich 1916 ein Gesprächszirkel, zu dem Teilnehmer wie Hellmut von Gerlach, Hans Paasche, Eduard Bernstein, Kurt Eisner und gelegentlich Walther Rathenau gehörten. Friedrich Stampfer, Chefredakteur des sozialdemokratischen Vorwärts, nannte die Villa in seinen Erinnerungen „die wichtigste dieser ‚Stätten der Verschwörung‘“. Nach Ansicht Stampfers wirkte Witting damals „rastlos in den Kreisen des Adels, der Diplomaten und der hohen Bürokratie“, um für ein schnelles Kriegsende zu kämpfen. Jedoch erzielte er keine Wirkung.

## Einsatz für neue Verfassung
Auch Wittings Forderung nach einer Demokratisierung Preußens verhallte zunächst ungehört. Als die Oberste Heeresleitung sich jedoch für Vorschläge zur Verfassungsreform zu interessieren begann, leitete Witting dieses Ansinnen an seinen Freund Hugo Preuß weiter. In einer Festschrift von 1926 für Preuß schrieb der Journalist Ernst Feder: „Witting besprach sich mit seinem Freunde Preuß, und Preuß machte sich sogleich ans Werk, das Haus der unmodernen Reichsverfassung aufzustocken und hinter der kaiserlichen Fassade einen modernen parlamentarischen Volksstaat auszubauen. Im Juli 1917 war seine Denkschrift abgeschlossen.“ Witting ließ sich von der Erfolglosigkeit dieser Denkschrift nicht beeindrucken und arbeitete Kronthal zufolge „bereits im Winter 1917/18 eine demokratische Verfassung aus. Mit Professor Hugo Preuß besprach er dann diesen Entwurf, der dann die Grundlage der ‚Weimarer Verfassung‘ bildete“. Ähnlich erinnerte sich auch Siegfried Jacobsohn, der Herausgeber der Weltbühne: Im April 1918 habe Witting ihm den Entwurf gezeigt. „Er schien seinen Anteil daran nicht gering einzuschätzen.“
Nach dem Krieg wandte sich Witting vehement gegen das Aufkommen der Dolchstoßlegende und gegen die Behauptung, Deutschland habe sich im Krieg nur selbst verteidigt. Unter dem Pseudonym Georg Metzler schrieb er am 9. Januar 1919 in der Weltbühne:
„Und hundertmal recht haben die Feinde, wenn sie immer wieder darauf hinweisen, daß Wilhelm und die andern deutschen Fürsten nur darum weggejagt worden sind, weil sie diesen Krieg verloren hatten. Als ob nicht die deutschen Machthaber Strafe und Untergang verdient haben, weil sie diesen verbrecherischen, jedem göttlichen und menschlichen Recht hohnsprechenden Krieg angefangen, und weil sie ihn mit den ruchlosesten Mitteln weitergeführt haben – keineswegs, weil sie ihn verloren haben!“
Ebenfalls versuchte Witting nach dem Krieg zwischen Deutschland und Frankreich zu vermitteln. Dabei verwies er in einem Interview mit der Pariser Zeitung Le Matin vom 20. Juli 1922 auf die Interessenverflechtung zwischen der deutschen und der französischen Industrie. Witting starb am 22. Dezember 1923 in Berlin an den Folgen eines Herzleidens.

## Schriften
- Niederlegung der West-Enceinte in der Festungsstadt Posen. Posen 1898.
- Das Ostmarken-Problem. Berlin 1907.
- Bankwesen. In: Philipp Zorn, Herbert von Berger (Schriftleitung): Deutschland unter Kaiser Wilhelm II. (hrsg. von Siegfried Körte, Friedrich Wilhelm von Loebell u. a.) 3 Bände, Reimar Hobbing, Berlin 1914.
- Auswärtige Politik und Diplomatenkunst. Kriegsmentalität – Lehmann und Krause. Berlin 1917.